# Espejo (Andalúzia)
Espejo település Spanyolországban, Córdoba tartományban. Espejo Córdoba, Castro del Río, Montilla és Montemayor községekkel határos. Lakosainak száma 3177 fő (2024).

## Népesség
A település népessége az elmúlt években az alábbi módon változott:
| Lakosok száma | 3920 | 3821 | 3749 | 3649 | 3578 | 3474 | 3410 | 3329 | 3272 | 3177 |
|               | 2001 | 2004 | 2006 | 2009 | 2011 | 2014 | 2016 | 2019 | 2021 | 2024 |